# Idön
Idön este o arie protejată (arie specială de conservare — SAC, sit de importanță comunitară — SCI) din Suedia întinsă pe o suprafață de 178,9 ha, integral pe uscat.

## Localizare
Centrul sitului Idön este situat la coordonatele 60°18′26″N 18°34′48″E / 60.3071°N 18.5801°E.

## Înființare
Situl Idön a fost declarat sit de importanță comunitară în iulie 2000 pentru a proteja 1 specie de plante. Situl a fost protejat și ca arie specială de conservare în martie 2011.

## Biodiversitate
Situată în ecoregiunile boreală și marină baltică, aria protejată conține 10 habitate naturale: Pășuni din zone de pădure fino-scandinave, Roci stâncoase cu vegetație pionieră de Sedo-Scleranthion sau Sedo albi-Veronicion dillenii, Păduri caducifoliate de mlaștină fino-scandinave, Păduri naturale în etape succesive primare ale suprafețelor emergente de coastă, Golfuri mici largi și golfuri puțin adânci, Pășuni de coastă din Baltica boreală, Taiga vestică, Pajiști fino-scandinave uscate până la mezice, bogate în specii de altitudine mică, Pajiști din zone de pădure fino-scandinave, Păduri fino-scandinave bogate în ierburi cu Picea abies.
La baza desemnării sitului se află o specie protejată de  plante: Saxifraga osloensis.